# Lauchmotte
Die Lauchmotte (Acrolepiopsis assectella) ist ein Schmetterling aus der Familie der Acrolepiidae. Die Art gilt in der Landwirtschaft als Schädling und kann in Jahren mit trockenen und heißen Sommern große Schäden an Zwiebelkulturen verursachen. 

## Merkmale
Die Falter erreichen eine Flügelspannweite von etwa 14 Millimetern. Sie haben variabel schmutzig hellgrau, graubraun und schwarz gefärbte Vorderflügel, auf denen mittig je am Innenrand ein charakteristischer, weißer, keilförmiger Fleck sitzt. Bei zusammengefalteten Flügeln bilden die beiden Flecken ein Dreieck, das dann von oben gut erkennbar ist. Die Hinterflügel sind einfärbig hell- bis dunkelgrau gefärbt. 
Die Raupen werden sieben bis acht Millimeter lang, sind hellgrünlich gefärbt und haben eine braune Kopfkapsel.

## Vorkommen
Die Tiere kommen in ganz Europa und Asien, östlich bis nach Japan vor, wurden aber auch durch den Menschen in andere Erdteile, wie etwa auf Hawaii, eingeschleppt. Sie leben vor allem auf Feldern und auch in Gärten.

## Lebensweise
Die dämmerungs- und nachtaktiven Tiere lassen sich nachts leicht durch künstliches Licht anlocken. 

### Flug- und Raupenzeiten
Die Falter fliegen in zwei Generationen von Mai bis Oktober. Die der zweiten Generationen überwintern als Imagines und fliegen auch im darauffolgenden Frühjahr. Die Raupen findet man von Ende Mai bis Juni und von August bis Oktober. 

### Nahrung der Raupen
Die Raupen minieren in den Blättern und Stielen verschiedener Arten der Zwiebeln (Allium), wie etwa in Küchenzwiebel (Allium cepa), Knoblauch (Allium sativum), Schnittlauch (Allium schoenoprasum) oder Porree (Allium porrum). Nur sehr selten findet man sie auch in den Blüten, da diese Saponinverbindungen enthalten, die das Wachstum der Tiere hemmen. 

## Entwicklung
Die Weibchen kleben ihre cremefarbenen Eier mit einem durchsichtigen Sekret vor allem an den Quirlen der Blättern ihrer Futterpflanzen ab. Bevorzugt werden junge, bis etwa eine Woche alte Blätter, gefressen werden dann aber auch ältere, bis zu zwei Monate alte Blätter. Den Befall durch die Raupen kann man an der Pflanze durch kleine, helle Flecken und Streifen erkennen. Auch wird der Kot durch das Loch, mit dem die Raupe sich in die Pflanze gefressen hat, ausgeworfen. Insgesamt werden fünf Raupenstadien durchlebt. Danach findet die Verpuppung in einem hellgrauen, sehr grobmaschigen und netzartigen Gespinst an der Außenseite der Futterpflanze oder in der Nähe auf Pflanzenteilen oder am Boden statt.

## Feinde
Ein natürlicher Feind der Lauchmotte ist die Schlupfwespenart Diadromus pulchellus, deren Larven sich als Parasitoide in den Raupen der Falter entwickeln. 